# Tyler Woods
Tyler Woods (* 29. November 1982 in Pleasantville (Atlantic County, New Jersey)) ist ein US-amerikanischer Singer-Songwriter, Komponist und Multiinstrumentalist.

## Leben
Tyler Woods wurde in Pleasantville, New Jersey geboren und wuchs in Fayetteville, North Carolina auf. Kurz nach seinem Abschluss im Jahr 1999 verließ er seine Heimat, um eine Europatournee mit dem R&B-Quartett N-Trigue zu machen.
Nach internationalem Erfolg kehrte Woods 2002 in die USA zurück. Er schrieb sich kurz am Living Arts College in Raleigh-Durham ein, studierte Tontechnik, Musiktheorie und Grafikdesign, bevor er das Studium abbrach, um seine musikalische Karriere fortzusetzen. Unabhängig davon arbeitete Woods intensiv mit den Produzenten Rich Harrison, Chink Santana und Ski zusammen. 102 Jamz, der lokale Radiosender in Greensboro (North Carolina), nahm seine Single Maybelline Lady auf, auf die der Hip-Hop-Produzent 9th Wonder aufmerksam wurde und ihn 2008 bei seinem Label Jamla Records unter Vertrag nahm. 2009 veröffentlichte Woods mit The R&B Sensation sein erstes Studioalbum, das von 9th Wonder produziert und auf dessen Label Jamla Records veröffentlicht wurde. Eine Folge-EP, The Mahogany Experiment, wurde am 14. Februar 2011 veröffentlicht. Es erschienen zwei R&B-Weihnachtsplatten. Christmas In The Woods kam 2009 und D-Block Records Presents: A Tyler Woods Christmas 2013 heraus.
Tyler Woods hat aus der 2008 geschlossenen Ehe mit der deutschen Schauspielerin Radost Bokel einen 2009 geborenen Sohn. Die Ehe wurde 2015 geschieden.

## Diskografie
- 2009: 9th Wonder Presents: The R&B Sensation
- 2009: Christmas In The Woods (2009)
- 2011: 9th Wonder Presents: The Mahogany Experiment (2011)
- 2013: D-Block Presents: A Tyler Woods Christmas (2013)